# 第15回NHK紅白歌合戦
『第15回NHK紅白歌合戦』（だいじゅうごかいエヌエイチケイこうはくうたがっせん）は、1964年（昭和39年）12月31日に東京宝塚劇場で行われた、通算15回目のNHK紅白歌合戦。21時05分から23時45分にNHKで生放送された。

## 概要
今回から初めて紅白のカラー放送が開始された。また、第15回を記念して、紅白の草創期の看板歌手である藤山一郎、淡谷のり子、渡辺はま子、伊藤久男が復帰した。

## 出演者

### 司会者
- 紅組司会：江利チエミ - 歌手。
- 白組司会：宮田輝 - NHKアナウンサー。
- 総合司会：石井鐘三郎 - NHKアナウンサー。

両組司会は2年連続で江利・宮田（3年連続）が担当。江利はオファーを受けた当初「『1回でやめておけば良かったのに』、などと言われたら…」という気持ちに苛まれ再三断っていた。「私のPRをしてくれない」「自分ばかり売り込んで」という周囲の声にも悩まされ、憂欝になったという。本人曰く「ダーリン（高倉健）もあんな疲れる仕事はもうしない方がいいって言っていたんです」とのことだが、結果的に熱心なNHKのラブコールに折れる格好で続投を決意した。

### 出場歌手
紅組、      白組、      初出場、      返り咲き。
| 曲順 | 組 | 歌手名                       | 回 | 曲目                                 |
| ---- | -- | ---------------------------- | -- | ------------------------------------ |
| 1    | 白 | 北島三郎                     | 2  | そうらん仁義                         |
| 2    | 紅 | 朝丘雪路                     | 7  | 夜の八丈島                           |
| 3    | 白 | 田辺靖雄                     | 2  | 二人の星を探そうよ                   |
| 4    | 紅 | 仲宗根美樹                   | 3  | 午前0時のブルース                    |
| 5    | 紅 | 伊東ゆかり                   | 2  | 夢みる想い                           |
| 5    | 紅 | 園まり                       | 2  | 夢みる想い                           |
| 5    | 紅 | 中尾ミエ                     | 3  | 夢みる想い                           |
| 6    | 白 | 芦野宏                       | 10 | ほゝにかゝる涙                       |
| 7    | 白 | 藤山一郎                     | 9  | 長崎の鐘                             |
| 8    | 紅 | 渡辺はま子                   | 8  | 桑港のチャイナタウン                 |
| 9    | 白 | デューク・エイセス           | 3  | A列車で行こう                        |
| 10   | 紅 | 坂本スミ子                   | 4  | マラゲーニァ                         |
| 11   | 白 | 三田明                       | 初 | ごめんねチコちゃん                   |
| 12   | 紅 | 九重佑三子                   | 初 | ウェディングドレス                   |
| 13   | 白 | 春日八郎                     | 10 | ロザリオの島                         |
| 14   | 紅 | 畠山みどり                   | 2  | 浮世街道                             |
| 15   | 白 | 立川澄人                     | 2  | オー・ソレ・ミオ                     |
| 16   | 紅 | 岸洋子                       | 初 | 夜明けのうた                         |
| 17   | 白 | ボニージャックス             | 2  | 幸せなら手をたたこう                 |
| 18   | 紅 | 梓みちよ                     | 2  | リンデンバウムの歌                   |
| 19   | 白 | 克美しげる                   | 初 | さすらい                             |
| 20   | 紅 | コロムビア・ローズ（二代目） | 初 | 智恵子抄                             |
| 21   | 白 | アイ・ジョージ               | 5  | 紅子のバラード                       |
| 22   | 紅 | 西田佐知子                   | 4  | 東京ブルース                         |
| 23   | 白 | 新川二朗                     | 初 | 東京の灯よいつまでも                 |
| 24   | 紅 | こまどり姉妹                 | 4  | 女の恋                               |
| 25   | 白 | 村田英雄                     | 4  | 皆の衆                               |
| 26   | 紅 | 島倉千代子                   | 8  | ふたりだけの太陽                     |
| 27   | 紅 | 江利チエミ                   | 12 | 木曽節                               |
| 28   | 白 | 三橋美智也                   | 9  | また来るよ                           |
| 29   | 紅 | ペギー葉山                   | 11 | ラ・ノビア                           |
| 30   | 白 | フランク永井                 | 8  | 大阪ぐらし                           |
| 31   | 紅 | 弘田三枝子                   | 3  | アレキサンダーズ・ラグタイム・バンド |
| 32   | 白 | 植木等                       | 3  | だまって俺について来い               |
| 33   | 紅 | 青山和子                     | 初 | 愛と死をみつめて                     |
| 34   | 白 | 西郷輝彦                     | 初 | 十七才のこの胸に                     |
| 35   | 紅 | 倍賞千恵子                   | 2  | 瞳とじれば                           |
| 36   | 白 | 舟木一夫                     | 2  | 右衛門七討入り                       |
| 37   | 紅 | 淡谷のり子                   | 9  | 別れのブルース                       |
| 38   | 白 | 伊藤久男                     | 11 | イヨマンテの夜                       |
| 39   | 紅 | 五月みどり                   | 3  | 温泉芸者                             |
| 40   | 白 | 和田弘とマヒナ・スターズ     | 6  | お座敷小唄                           |
| 41   | 紅 | 越路吹雪                     | 10 | サン・トワ・マミー                   |
| 42   | 白 | 森繁久彌                     | 6  | 戦友                                 |
| 43   | 紅 | 雪村いづみ                   | 7  | ショウほどすてきな商売はない         |
| 44   | 白 | ダークダックス               | 7  | アンジェリータ                       |
| 45   | 紅 | 吉永小百合                   | 3  | 瀬戸のうず潮                         |
| 46   | 白 | 橋幸夫                       | 5  | 恋をするなら                         |
| 47   | 紅 | ザ・ピーナッツ               | 6  | ウナ・セラ・ディ東京                 |
| 48   | 白 | 坂本九                       | 4  | サヨナラ東京                         |
| 49   | 紅 | 美空ひばり                   | 9  | 柔                                   |
| 50   | 白 | 三波春夫                     | 7  | 俵星玄蕃                             |

#### 選考を巡って
- 前回の出場歌手の中より今回不選出となった歌手は以下。
  - 紅組:楠トシエ・高石かつ枝・トリオ・こいさんず・松山恵子・三沢あけみ・スリー・グレイセス
  - 白組:北原謙二・ジェリー藤尾・田端義夫・旗照夫・三浦洸一・守屋浩
- 三浦の落選については所属するビクターが「三浦を落とすならビクターの歌手全員を撤去」と強気の態度に出たがNHKも譲らなかった[2]。
- この年デビューした都はるみが出場歌手選考時において、有力候補に挙がっていたが、ブレークしたのが10月と遅かったのが原因で落選[3]。都は翌年の第16回で初出場を果たしている。

### 演奏
- 紅組：原信夫とシャープス・アンド・フラッツ（指揮:原信夫）
- 白組：NHKオール・スターズ（指揮:奥田宗宏）
- 東京放送管弦楽団（指揮:片山光俊、水谷良一）

## 審査員
- 長澤泰治･NHK芸能局長（審査委員長）
- 大林清（作家）
- 北葉山英俊（大相撲・大関）
- 林与一（俳優。この年の大河ドラマ『赤穂浪士』の堀田隼人役）
- 古賀忠道（恩賜上野動物園初代園長）
- 春風亭柳橋（落語家）
- 岩下志麻（女優）
- 司葉子（女優）
- 長谷川町子（漫画家）
- 林美智子（女優。この年の連続テレビ小説『うず潮』のヒロイン・林フミ子役）
- 吉屋信子（作家）
- 坂井ゆき子（東京オリンピック開会式の聖火リレー最終ランナー坂井義則の母）
- 地方審査員16名

### 他のゲスト
- ハナ肇とクレージーキャッツ
- 金井克子
- 谷幹一
- 渥美清
- 関敬六
- 柳家金語楼
- 三木のり平
- 清川虹子
- 玉川良一
- アントニオ古賀（坂本九のサヨナラ東京のギター伴奏）
- 大石和太郎（国鉄職員。この年に開業した東海道新幹線上り一番列車「ひかり2号」の新大阪～浜松間を運転した運転士であった[4]）

## 当日のステージ・エピソード
- 舞台セットの背景デザインはNHKの建物と高速道路。
- 藤山のステージは、当時の若手「四天王」である橋、舟木、西郷、三田がコーラスを担当した。
- 江利の出番での曲紹介は美空ひばりが行った[3]。
- 弘田三枝子はレコード会社を東芝からコロムビアに移籍したばかりで、出場曲についてNHKサイドは東芝時代のヒット曲を、コロムビアは新曲を推して揉めた。結局、スタンダードナンバーの｢アレキサンダー･ラグタイム･バンド｣を披露することで決着した。
- 雪村いづみのステージは、スパーク三人娘の伊東・園・中尾がコーラスを担当した[3]。
- 紅組トリの美空ひばりが歌唱した「柔」は翌年にも跨ぐロングヒットとなり第16回でも紅組トリ（大トリ）で歌われた。
- 16対11で白組の優勝（通算8勝7敗）。
- 今回の映像はカラー・モノクロとも現存していない（ラジオ音声は現存）。理由は当時の放送局用VTRの規格が2インチで、機器・テープとも非常に高価で大型であったことによるものである。
- 今回使用したマイクロホンは、司会者・歌手用共にAIWA VM-17S（BTS呼称、RV2-2）。
- ここ2年間視聴率は80%台を記録していたが、今回は72%と初めて70%台となる。以後、1980年代前半まで概ね70%台で推移することとなる。

## 後日譚
紅組司会を続投した江利は神経疲れから胃を壊してしまい、翌年の第16回は「もうコリゴリ」と紅組司会3連投を辞退（紅組司会は今回の審査員でもある林美智子に交代）。その後第18回（1967年）においてもオファーがあったが辞退している（いずれの回も歌手としては出場している）。